# Blang Dalam Baroh
Blang Dalam Baroh is een bestuurslaag in het regentschap Aceh Utara van de provincie Atjeh, Indonesië. Blang Dalam Baroh telt 520 inwoners (volkstelling 2010).